# Buchholzen (Wermelskirchen)
Buchholzen ist ein Stadtteil von Wermelskirchen.

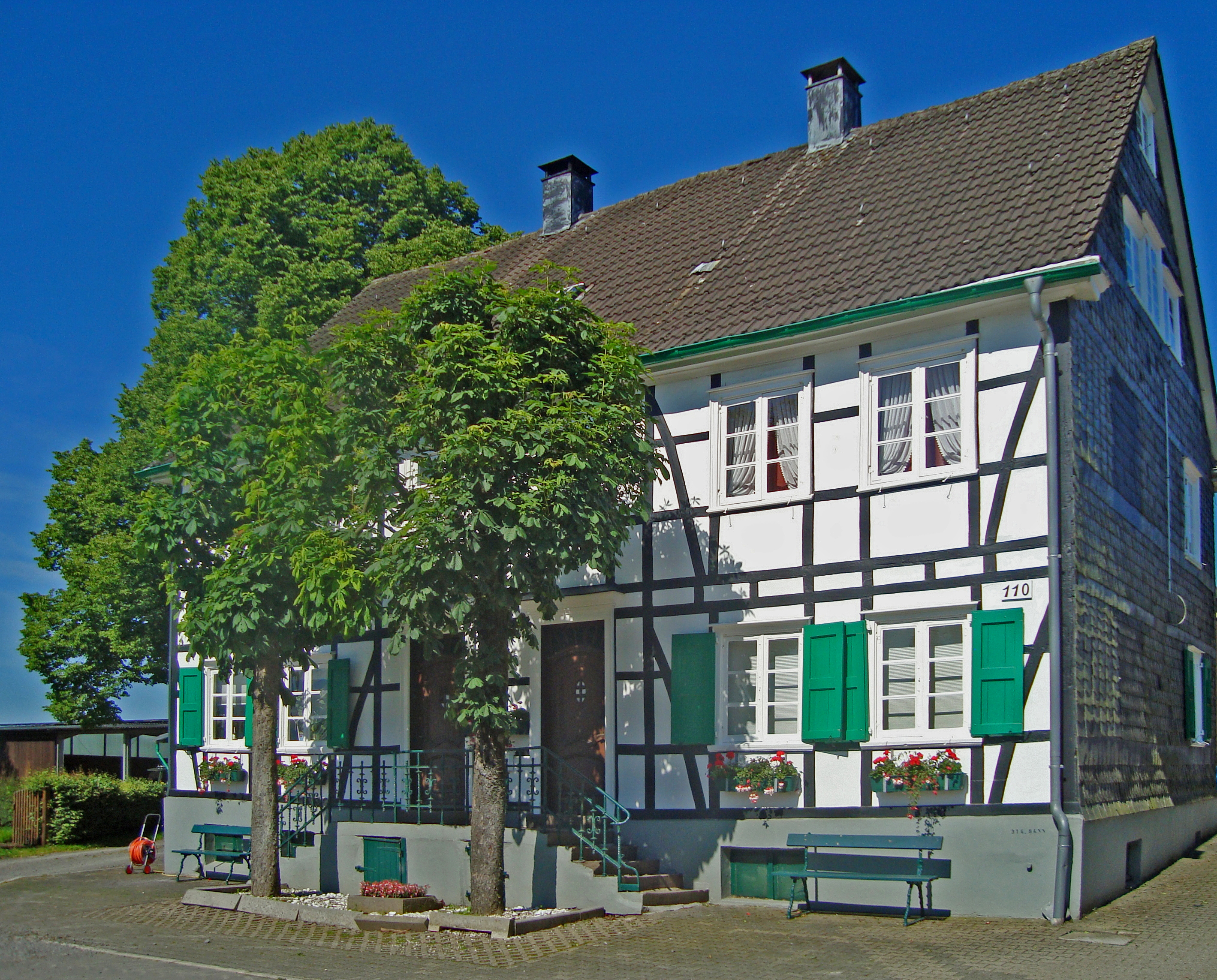
Baudenkmal Buchholzen 110

Buchholzen liegt nordöstlich von Süppelbach, südöstlich von Kallenberg und westlich von Durholzen. Es trug in alter Zeit den Beinamen „Ringels“-Buchholzen und wird erstmals in der Steuerliste des Amtes Bornefeld von 1469 genannt. Die älteste Abgabenliste der Pfarrkirche von Anno 1400 (oder früher) kennt noch keine Abgabe aus Buchholzen. Daraus kann man mit Vorsicht schließen, dass Buchholzen erst zwischen 1400 und 1469 besiedelt wurde. Die Höhe der Abgabe von 3 Mark, Kenkhausen zahlte 8 Mark, lässt den Schluss zu, dass die Besiedlung noch nicht lange zurücklag. Das ursprüngliche Gut scheint noch nicht sehr versplissen gewesen zu sein.
In alten Karten heißt der Ort auch „Ringels-Buchholzen“, der Beiname „Ringel“ bezog sich auf den Names eines der damaligen Grundbesitzer im Ort. „Schulwegepläne“ von 1810 und 1815 zeigen „Ringels-Buchholzen“ richtig in Wermelskirchen und „Klos-Buchholzen“ richtig in Remscheid, die „Müffling-Karte“ von 1824–25 hat „Klos-Buchholzen“ in Remscheid mit „Ringels-Buchholzen“ in Wermelskirchen vertauscht.
Erstmals tritt bei der Erbhuldigung 1666 ein „Peter Ringel“ vor „Driaß zum Buchholtz“ auf. Im Jahr 1688 wird im Copulationsbuch in Lennep ein ehemaliger Posthalter von Wermelskirchen mit Namen Herman Ringel genannt. Dieser begüterte Mann hat wohl dem Ort Buchholzen den Beinamen „Ringels“ gegeben.

## Der Münzschatz von Buchholzen

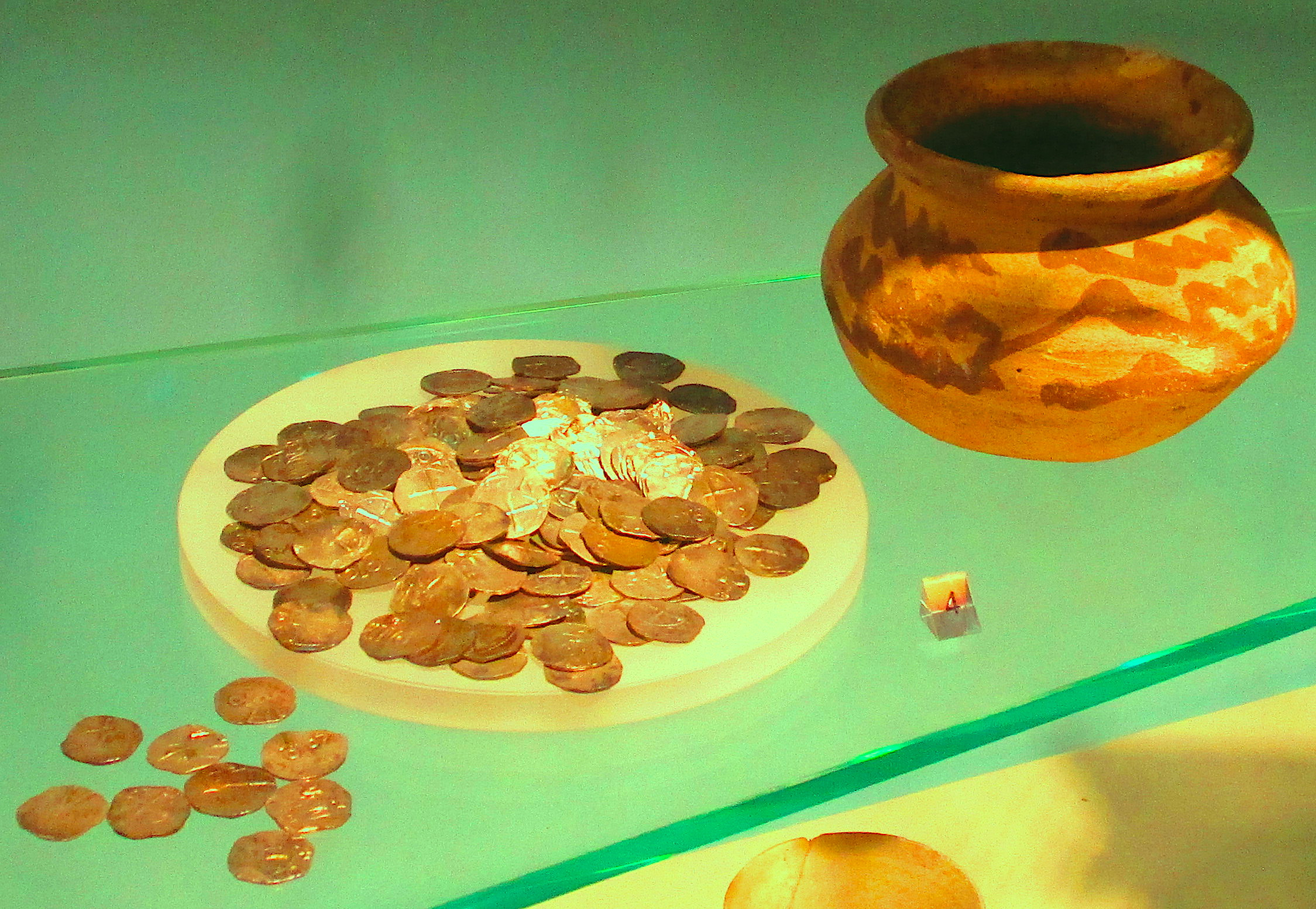
Münzschatz aus dem 10. Jahrhundert in Wermelskirchen-Buchholzen

Das älteste Zeugnis von zivilisierten Menschen in Wermelskirchen stammt aus dem 10. Jahrhundert: „In der Nähe des Telegraphen auf Buchholzen stieß die Ehefrau des Webers Gustav Gerhards am 28. Mai 1881, als sie in ihrem Garten am graben war, auf einen irdenen Topf, welcher genau 200 Stück kleiner Silbermünzen enthielt. Diese Münzen tragen auf der einen Seite die Umschrift COLONIA, auf der anderen Seite die Umschrift OTTO REX.“ Es handelt sich um Silbermünzen aus dem 10. Jahrhundert, von denen 166 in Köln und eine in Andernach geprägt worden sind. Die Datierung 28. Mai 1881 scheint ein Druckfehler zu sein, bereits am 7. Mai 1881 berichtet der „Allgemeine Anzeiger“ über den Fund. Die genaue Fundstelle ist heute überbaut, liegt aber an einer alten, nicht mehr offen genutzten Wegeführung.
Eine Kopie des Münzschatzes liegt in einer Schauvitrine in den Bürgerhäusern der Stadt. Das Original befindet sich in einem Schaukasten im Rheinischen Landesmuseum Bonn.